# Телегра

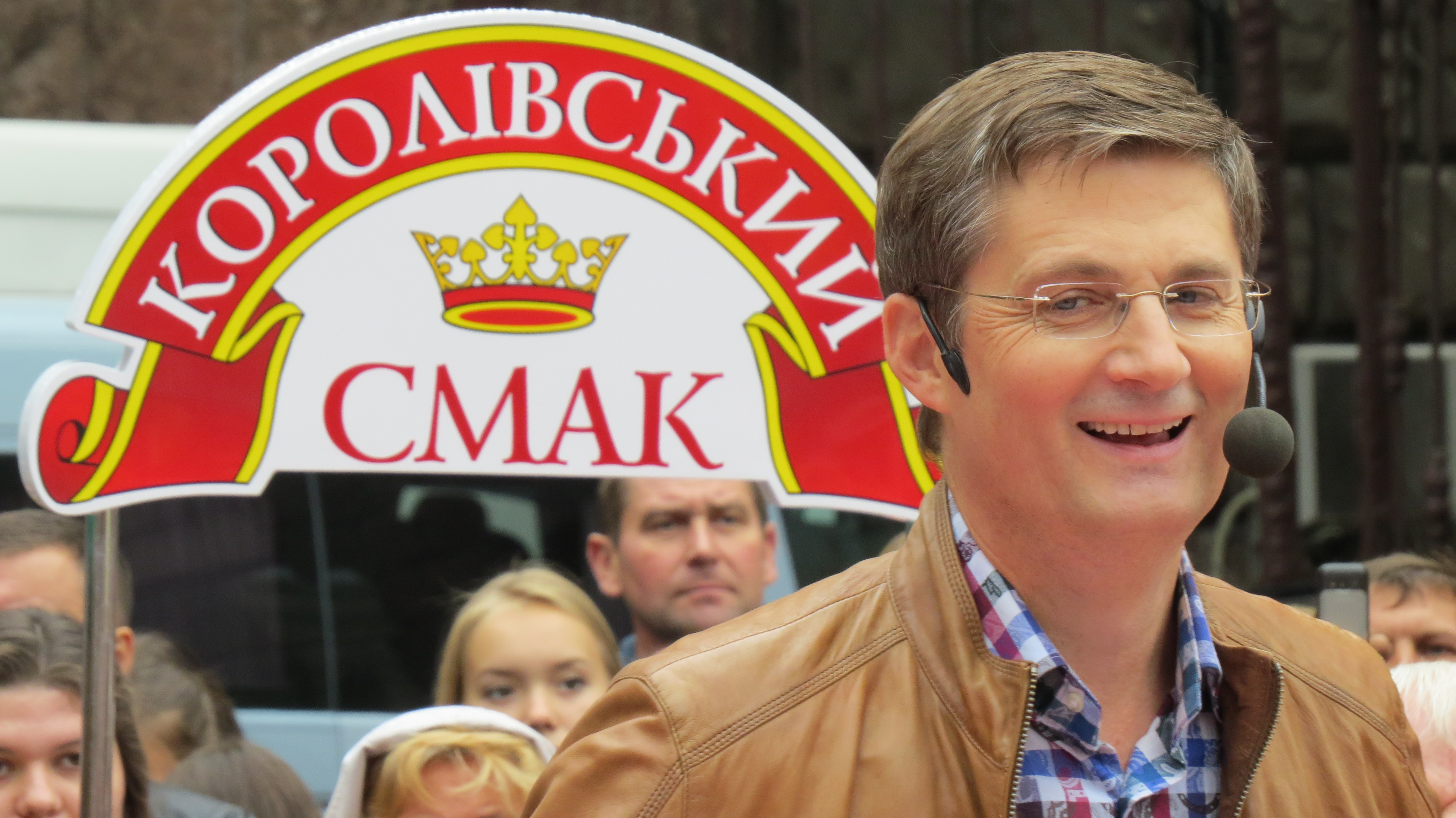
Ведучий телегри «Караоке на Майдані», Ігор Кондратюк

Телегра́, ігрове шоу (англ. Game show) — різновид телевізійних шоу, головним елементом сюжету якого слугує змагання або ж сама гра. Змагатися можуть як учасники телегри одне з одним, так й учасники з ведучим чи з телеглядачами.[джерело?]

## Класифікація
Телеігри можна класифікувати таким самим чином, як і звичайні, за Роже Каюа:[джерело?]

### Змагальні
Такі ігрові шоу займають найбільшу частку. У змагальних телеіграх учасники змагаються в деякому умінні або сукупності умінь: реакції, силі, ерудиції.[джерело?]
Сюди можна віднести:
- спортивні шоу-змагання ("Побий ведучого", "Замочені");
- музикальні ігри ("Зірка караоке");
- інтелектуальні телеігри ("Хто зверху?", "Солов'їне шоу", "Де логіка?");
- шоу на виживання ("Останній герой").

### Азартні (alea)
Основним аспектом в азартних ігрових шоу є випадковість. Результат залежить від вдачі, тобто учасники не стільки грають, скільки намагаються вгадати.[джерело?] Яскравим прикладом можуть слугувати наступні шоу: "Червоне або чорне?", "Інтуїція", "Тільки один".

### Акторські (mimicry)
Ігри з розряду mimicry пропонують учаснику «самому стати ілюзорним персонажем і поводитися відповідним чином… відкинути власну особистість і вдавано придбати чужу». Так зване шоу перевтілень може бути поєднане зі спортивним, музикальним чи іншими елементами: "Your Face Sounds Familiar".[джерело?]

### Психологічні (ilinx)
Учасники цього типу ігор наражаються на різні фізіологічні впливи, які порушують їх стабільність сприйняття навколишньої дійсності — страху, запаморочення тощо. [джерело?] Прикладами можуть бути "Форт Буаяр", "Замок страху".